# Gio Ponti
Gio Ponti (właśc. Giovanni Ponti, ur. 18 listopada 1891 w Mediolanie, zm. 16 września 1979 tamże) – włoski architekt i projektant.

## Życiorys
Ponti studiował do 1921 architekturę na Politechnice Mediolańskiej, później został tam profesorem. Po studiach pracował jako architekt, jak również jako dyrektor artystyczny w fabryce ceramiki. Najbardziej aktywny jako architekt był w latach 1933-1945, lecz międzynarodową sławę przyniósł mu dopiero wieżowiec Pirelli z 1958. Ponti był początkowo zwolennikiem stylu novocento, rodzaju włoskiego neoklasycyzmu, później stając się orędownikiem modernizmu i jednym ze współtwórców sukcesu włoskiej szkoły projektowania po II wojnie światowej. Był redaktorem naczelnym czasopisma artystyczno-architektonicznego Domus, które założył w 1928 i prowadził aż do śmierci.

## Główne dzieła
- wydział matematyki Uniwersytetu w Rzymie, 1934
- wnętrza pałacu Fürstenberg w Wiedniu
- wieżowiec Breda w Mediolanie, 1954
- rozbudowa Politecnico di Milano i nowa budowa Facoltà di Architettura e Design z udziałem Gualtiero Galmanini, Giordano Forti i Piero Portaluppi, projekt, który zaznaczył ważny krok w rozwoju edukacji architektonicznej w Mediolanie[1][2].
- wieżowiec Pirelli w Mediolanie, 1958 (z Pierem Luigim Nervim), 1956